# Cécile Brunschvicg
Cécile Brunschvicg, född 1877, död 1946, var en fransk politiker.
Hon var undersekreterare för utbildningsfrågor 1936-1937. Hon blev Frankrikes första kvinnliga minister tillsammans med Suzanne Lacore och Irène Joliot-Curie, som utsågs samma år. 